# Хуго фон Юзенбург-Кенцинген
Хуго фон Юзенбург/Юзенберг-Кенцинген (на немски: Hugo von Üsenburg/Üsenberg-Kenzingen; * в Кенцинген-Курнберг; † 1343) е благородник от фамилията фон Юзенберг, господар в Кенцинген и Кюрнберг в Брайзгау.
Той е син na Рудолф IV фон Юзенберг-Кенцинген 'Млади' († 5 януари 1304) и съпругата му Аделхайд († сл. 1293). Внук е на Рудолф II фон Кенцинген († 1259) и втората му съпруга Елизабет фон Лихтенберг († сл. 1270). Правнук е на Рудолф I фон Юзенберг († сл. 1231). Потомък е на Хесо фон Айхщетен († сл. 27 юли 1072) и на Гута. Баща му Рудолф IV е полубрат на Рудолф III фон Юзенберг-Кенцинген († 1296), Буркхард III фон Юзенберг-Кенцинген († 1305/ 1334), и на Валтер II фон Геролдсек († 1289), Херман II фон Геролдсек († 1298), Гебхард фон Юзенберг († сл. 1319), и Елизабет фон Геролдсек († сл. 1285), омъжена за граф Йохан I фон Изенбург-Лимбург († 1312).
Брат е на Фридрих фон Кенцинген († 28 ноември 1353/12 юли 1356), женен пр. 20 март 1350 г. за 	Сузана II фон Геролдсек († сл. 1393). Сестра му Елизабет фон Юзенбург († сл. 11 февруари 1306) е омъжена пр. 13 януари 1301 г. за Хайнрих IV фон Раполтщайн цу Хоенак († 11 март 1354), син на Улрих III фон Раполтщайн († 1283). Сестра му Анна фон Юзенбург е омъжена пр. 11 февруари 1306 г. за Хайнрих фон Шварценберг († сл. 11 февруари 1327).
Родът е значим в Брайзгау от 11 до 14 век. От 1219 г. господарите фон Кенцинген служат на Юзенбергите. Замъкът Юзенбург е построен през 11 век и унищожен през 1291 г. През 1249 г. дядо му Рудолф II фон Кенцинген основава град Кенцинген при селото Кенцинген. През 1352 г. последният мъж на линията фон Кенцинген продава град Кенцинген на зет си маркграф Хайнрих IV фон Баден-Хахберг.

## Фамилия
Хуго фон Юзенбург-Кенцинген се жени пр. 11 февруари 1306 г. за София фон Хорбург († сл. 20 юни 1316), дъщеря на господар Буркард I фон Хорбург († 25 май 1315) и Аделхайд фон Фрайбург († 17 януари 1300). Те имат три дъщери:
- Клара фон Юзенберг († 1350), омъжена на 4 август 1331 г. за 4. си братовчед Валтер VI фон Геролдсек (* пр. 1311; † август 1349)
- Катарина фон Юзенберг († сл. 1335), омъжена за фон Ландсберг
- Аделхайд фон Юзенберг (* в Кенцинген и Курнберг; † пр. 1353), омъжена пр. 22 август 1335 г. за Луитолд II фон Кренкинген, майор на Цюрих († пр. 13 април 1360)